# Okręg wyborczy North Wales
Okręg wyborczy North Wales – dawny jednomandatowy okręg wyborczy do Parlamentu Europejskiego (PE), istniejący w latach 1979-1999 i obejmujący północną Walię. Powstał po ustanowieniu bezpośrednich wyborów do PE, natomiast jego likwidacja nastąpiła wskutek reformy, która połączyła wszystkie walijskie okręgi do PE w jeden okręg wielomandatowy. 

## Lista posłów
| okres urzędowania | poseł         | przynależność        |
| ----------------- | ------------- | -------------------- |
| 1979-1989         | Beata Brookes | Partia Konserwatywna |
| 1989-1999         | Joe Wilson    | Partia Pracy         |

źródło: 